# R8 (silnik)

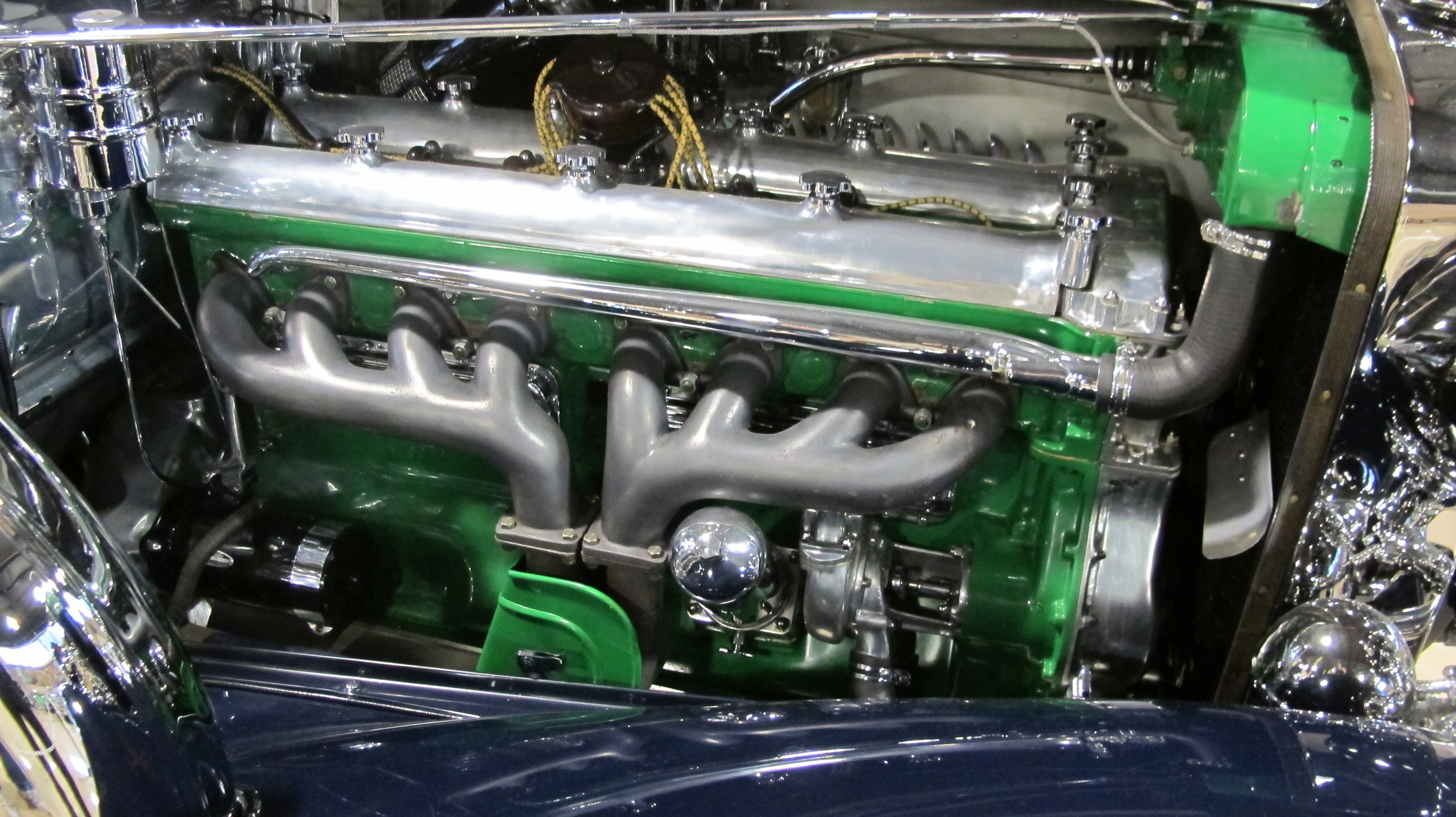

R8 – oznaczenie rzędowego silnika spalinowego o ośmiu cylindrach ułożonych w jednym rzędzie.

Kolejność zapłonu to 1-4-7-3-8-5-2-6

Jest to silnik o największej liczbie cylindrów ze wszystkich silników rzędowych jaki stosowano w samochodach. Wykorzystywano go głównie przed II wojną światową w czołgach, jednakże również pierwsze pojazdy Formuły 1 były takimi napędzane. Jako ostatnie, amerykańskie marki Packard i Pontiac stosowały go w samochodach osobowych do 1954 roku włącznie. Zostały wyparte bezpośrednio przez silniki widlaste ośmiocylindrowe. Obecnie w pojazdach nie są stosowane ze względu na długość kadłuba silnika, co uniemożliwia umieszczenie go poprzecznie w komorze silnika.
Kolejność zapłonu to 1-6-2-5-8-3-7-4.